# Michael Shamus Wiles
Michael Shamus Wiles (* 27. Oktober 1955 in Everett, Washington) ist ein US-amerikanischer Schauspieler, der vor allem durch seine Rollen aus den Serien Breaking Bad und Sons of Anarchy bekannt ist.

## Werdegang
Michael Shamus Wiles stammt aus Everett im US-Bundesstaat Washington, wo er als eines von sechs Kindern, vier Jungen und zwei Mädchen, geboren wurde. Er wuchs in Bangor, Michigan auf, wo er 1973 die Highschool abschloss. Er ist seit 1982 als Schauspieler aktiv. Neben zahlreichen Nebenrolle in Spielfilmen, so war er 2001 etwa in der Rolle des ehemaligen US-Marinefliegers und Admirals Marc Andrew Mitscher in Pearl Harbor zu sehen. Weitere namhafte Produktionen, an denen er mitwirkte, umfassen Werke wie Lost Highway, Akte X – Der Film, Fight Club, Rock Star oder Transformers.
Einem breiteren Publikum ist er jedoch vor allem durch seine Seriennebenrollen bekannt. So spielte er von 2008 bis 2014 die Rolle des Jury White in Sons of Anarchy und von 2009 bis 2012 die Rolle des George Merkert in Breaking Bad. Dazu kommen zahlreiche Gastrollen in erfolgreichen bzw. langlaufenden US-Serien, sowie die Vertonung von Videospielfiguren, etwa 2011 in L.A. Noire.
Insgesamt bringt es Wiles bislang auf 130 Film- und Fernsehproduktionen, an denen er mitwirkte. Sein Rollenspektrum ist vielschichtig, so wird er sowohl auf gute, als auch auf böse Figuren besetzt, wobei er aufgrund seiner Statur und Markanz (1,91 m) eher als Charakterdarsteller für böse und gewalttätige Figuren in Frage kommt.

## Filmografie (Auswahl)
- 1982: Divided We Fall
- 1986: Terror at Tenkiller
- 1987: Danger Zone – Zone des Todes (Danger Zone)
- 1988: L.A. Midnight
- 1988: Rented Lips
- 1990: Leatherface: Texas Chainsaw Massacre III
- 1990: Across Five Aprils
- 1992: Eddie Presley
- 1993: Dr. Quinn – Ärztin aus Leidenschaft (Dr. Quinn, Medicine Woman, Fernsehserie, Episode 1x06)
- 1993: Die Farbe des Blutes (Under Investigation)
- 1994: Blondes Gift – Die zwei Gesichter einer Frau (Shattered Image, Fernsehfilm)
- 1994: Ellen (Fernsehserie, Episode 1x08)
- 1994: Death Riders
- 1994: Puppet Masters – Bedrohung aus dem All (The Puppet Masters)
- 1995: Diagnose: Mord (Diagnosis Murder, Fernsehserie, Episode 2x19)
- 1996: Paper Dragons
- 1996: Aus nächster Nähe (Up Close & Personal)
- 1996: Der Klient (The Client, Fernsehserie, Episode 1x19)
- 1996: Melrose Place (Fernsehserie, 3 Episoden)
- 1996: Joey’s Team
- 1997: Lost Highway
- 1997: L.A. Heat (Fernsehserie, Episode 1x06)
- 1997: Profiler (Fernsehserie, Episode 1x17)
- 1997: Murphy Brown (Fernsehserie, Episode 9c22)
- 1997: Fletcher’s Visionen (Conspiracy Theory)
- 1997: Steel Man (Steel)
- 1998: Dämon – Trau keiner Seele (Fallen)
- 1998: Desperate Measures
- 1998: Akte X – Der Film (The X Files)
- 1998: Ted
- 1998: Verhandlungssache (The Negotiator)
- 1998–2000: Akte X – Die unheimlichen Fälle des FBI (The X Files, Fernsehserie, 2 Episoden)
- 1999: Fight Club
- 1999: Held Up – Achtung Geiselnahme! (Held Up)
- 1999: Magnolia
- 2000: Hellraiser V – Inferno (Hellraiser: Inferno)
- 2000: Spanish Judges
- 2000: Rocket Power (Fernsehserie, Episode 2x02, Stimme)
- 2000: Ey Mann, wo is’ mein Auto? (Dude, Where's My Car?)
- 2001: The Theory of the Leisure Class
- 2001: Star Trek: Raumschiff Voyager (Star Trek: Voyager, Fernsehserie, Episode 7x15)
- 2001: Pearl Harbor
- 2001: A.I. – Künstliche Intelligenz (Artificial Intelligence: AI)
- 2001: Rock Star
- 2001–2002: The Agency – Im Fadenkreuz der C.I.A. (The Agency, Fernsehserie, 3 Episoden)
- 2002: Roswell (Fernsehserie, Episode 3x18)
- 2002: Dark Blue
- 2002–2003: Malcolm mittendrin (Malcolm in the Middle, Fernsehserie, 2 Episoden)
- 2003: CSI: Vegas (CSI: Crime Scene Investigation, Fernsehserie, Episode 3x23)
- 2003: Angel – Jäger der Finsternis (Angel, Fernsehserie, Episode 5x01)
- 2003: Navy CIS (NCIS, Fernsehserie, Episode 1x08)
- 2004: Able Edwards
- 2004: American Dreams (Fernsehserie, 2 Episoden)
- 2004: New York Cops – NYPD Blue (NYPD Blue, Fernsehserie, Episode 12x03)
- 2005: The Inside (Fernsehserie, Episode 1x10)
- 2005: Cold Case – Kein Opfer ist je vergessen (Cold Case, Fernsehserie, Episode 2x16)
- 2005: Jake in Progress (Fernsehserie, Episode 1x11)
- 2005: Numbers – Die Logik des Verbrechens (Numb3rs, Fernsehserie, Episode 1x10)
- 2005: Mortuary – Wenn die Toten auferstehen... (Mortuary)
- 2005: Emergency Room – Die Notaufnahme (ER, Fernsehserie, Episode 12x08)
- 2006: Art School Confidential
- 2006: Boston Legal (Fernsehserie, Episode 2x13)
- 2006: Special
- 2006: Night Stalker (Fernsehserie, Episode 1x08)
- 2006: Monk (Fernsehserie, Episode 5x02)
- 2006: Medium – Nichts bleibt verborgen (Medium, Fernsehserie, Episode 3x04)
- 2007: Smiley Face
- 2007: Finishing the Game: The Search for a New Bruce Lee
- 2007: Close to Home (Fernsehserie, Episode 2x20)
- 2007: Transformers
- 2007: Dragon Wars
- 2007: The Gene Generation
- 2008: Criminal Minds (Fernsehserie, Episode 3x13)
- 2008: Ball Don’t Lie
- 2008: Life (Fernsehserie, 2 Episoden)
- 2008: The Unit – Eine Frage der Ehre (The Unit, Fernsehserie, Episode 4x07)
- 2008–2014: Sons of Anarchy (Fernsehserie, 5 Episoden)
- 2009: Dark Blue (Fernsehserie, Episode 1x07)
- 2009: Otis E.
- 2009: Hydra – The Lost Island (Hydra, Fernsehfilm)
- 2009–2012: Breaking Bad (Fernsehserie, 11 Episoden)
- 2011: Justified (Fernsehserie, Episode 2x05)
- 2012: Ticket Out – Flucht ins Ungewisse (Ticket Out)
- 2012: The Lords of Salem
- 2012: The Mentalist (Fernsehserie, Episode 5x06)
- 2012: K-11 – Der Knast (K-11)
- 2013: Last Resort (Fernsehserie, Episode 1x11)
- 2013: Saving Lincoln
- 2013: Iron Man 3
- 2014: Killer Women (Fernsehserie, Episode 1x06)
- 2015: Bronze
- 2015: Loaded
- 2015: The Lost One
- 2016: Grey’s Anatomy (Fernsehserie, Episode 12x13)
- 2016: Let Me Make You a Martyr
- 2017: Lake Alice
- 2017: Death Note
- 2017: Midnight, Texas (Fernsehserie, Episode 1x08)
- 2018: American Crime Story (Fernsehserie, Episode 2x04)
- 2018: Eat Me
- 2019: Rumble Strip